# Borolia linita
Borolia linita là một loài bướm đêm trong họ Noctuidae.